# Круа-Русс
Круа́-Русс (фр. Croix-Rousse — дословно Рыжий крест) — район в северной части французского города Лиона. Расположен на одноимённом холме в междуречии Роны и Соны, примерно в 5 км к северо-востоку от места их слияния. Делится на 2 части: склоны холма (в настоящий момент является частью 1-го округа Лиона) и плато (4-й округ). Высота — 254 метра над уровнем моря. Родина знаменитого лионского шёлка.

## История

### Античность
Латинская надпись, обнаруженная в районе улицы Вьей, называет эту местность pagus de Condate (квартал Кондат). Поскольку слово Кондат (означает слияние рек) является галльским топонимом, лионский историк Амабль Оден сделал из этого вывод, что у подножья холма Круа-Русса в римские времена располагалось галльское поселение. Римский город Лугдун, который со временем превратится в Лион, располагался на другом берегу Соны — на холме Фурвьер. Эта теория широко упоминается, однако никакого археологического подтверждения существования на этом месте галльского поселения в доримские времена до сих пор не обнаружено. Самые древние археологические находки относятся к 10 году до н. э. — моменту появления в этом месте Святилища Трёх Галлий.
Ещё в Средние века у подножья Круа-Русса и до середины склона холма обнаруживались и другие артефакты времён Поздней империи: остатки жилых зданий, стеклодувных и гончарных мастерских, мозаик, а также многочисленные римские надписи, среди которых ставшая знаменитой Клавдиева таблица — записанная на бронзовой пластине речь императора Клавдия, произнесённая им в 48 году перед Сенатом. В 1854 году обнаружены в нескольких местах остатки покрытой гранитом Римской дороги в направлении Рейна.
После периода Великого переселения народов галло-римские строения на Круа-Руссе оказались заброшены.

### Средние Века и Возрождение
В Средние Века Гора Святого Севастьяна (фр. Montagne Saint-Sébastien), как в то время называется Круа-Русс, не входит в состав Лиона, а относится к Фран-Лионне — небольшой провинции под непосредственным управлением короля — и используется в основном в сельскохозяйственных целях (преимущественно, для выращивания винограда).
В 1512 году Людовик XII решает возвести на вершине холма крепостные стены для защиты города, оставив в ней для коммуникационных целей лишь одни ворота. На месте этих стен сейчас находится Бульвар Круа-Русс.
В 1560 году на плато у выезда из города ставится крест из жёлтого камня. Со временем благодаря этому кресту сменится название и холма, и расположенного на нём квартала. Предположительно крест располагался на развилке дорог: одна вела на Домб, другая на Нёвиль. Крест несколько раз разрушался — протестантами во время религиозных войн в 1562 году, во время французской революции в конце XVIII века, в 1881 году по решению Лионского муниципалитета. Наконец, в 1994 году на площади Жоанне Амбр перед входом в Больницу Круа-Русс устанавливается очередная копия, стоящая там и поныне.
С момента возведения стен, между ними и Лионом возникает новый пригород. В XVII и в XVIII веках здесь располагаются монастыри многочисленных орденов: картезианцев (уже в 1580 году), кармелитов, сестёр-аннунциаток и другие. Однако, уже в XVII веке городу становится тесно в крепостных стенах и за стенами, на плато, строятся как монастыри, так и ремесленные и торговые предприятия — последним это особенно выгодно, так как плато относится к провинции Фран-Лионне с более низкими, чем в Лионе, налогами — в частности, коммерсанты не должны платить здесь октруа. Лионские власти недовольны таким положением и многократно обращаются к властям с просьбой исправить ситуацию. В 1677 году Государственный совет принимает решение о введении на Круа-Руссе налогообложения. Однако Людовик XIV по совету Кольбера освобождает от уплаты налогов тех, чьи дома построены более 30 лет назад.

### Великая Французская революция и первая половина XIX века
В 1769 году сносятся старые Лионские крепостные стены, а Круа-Русс объединяется с расположенным по соседству сельскохозяйственным Кюиром. Однако, в 14 февраля 1790 года, во время Французской революции, жители голосуют за отделение от Кюира, которое произойдёт лишь 12 лет спустя — 22 октября 1802 года, уже при Наполеоне.
Во время Лионской осады (8 августа—9 сентября 1793 года) Круа-Русс поддерживает власти Лиона против Конвента и вместе с городом подвергается разорению после его падения.
Революция приводит к серьёзным изменениям на Круа-Руссе — все монастырские земли и собственность распродаются, что вызывает серьёзные изменения в демографии этого места.  С начала XIX века Круа-Русс превращается в промышленный пригород Лиона — именно здесь в это время располагается большинство предприятий, производящих знаменитый лионский шёлк.  Число жителей растёт с 4500 человек в 1802 до 28.000 в 1851 году, это вызывает необходимость серьёзного жилищного строительства. Круа-Русс застраивается высокими — до 5-6 этажей — зданиями, расположенных в лабиринте хаотично переплетённых узких улиц, лестниц (не будем забывать, Круа-Русс — это холм) и трабулей. Сложные условия жизни вызывают многочисленные восстания: в 1831, 1834, 1848 и 1849 годах.

### Присоединение к Лиону
24 марта 1852 года выходит указ Наполеона III о присоединении плато Круа-Русса к Лиону. Тем же указом впервые вводится деление Лиона на аррондисманы (муниципальные округа): склоны холма становятся частью 1-го округа, а плато — 4-м округом.
После присоединения к Лиону на Круа-Руссе проводится большое количество работ по улучшению городской среды и жизни горожан: проводится водопровод, строится одна из крупнейших в городе больница, на месте бывшей крепостной стены создаётся бульвар Круа-Русс. Развивается транспорт: в 1862 году именно на Круа-Руссе строится первый в мире фуникулёр, в 1863 году открывается железнодорожный вокзал (закрыт в 1975), планируется строительство железнодорожного туннеля под холмом для связи между набережных Роны и Соны (открыт в 1952 году как автомобильный туннель.
Во время Второй мировой войны, когда Лион оккупирован нацистскими войсками, Круа-Русс становится одним из основных центров Сопротивления в городе. Благодаря сложной топонимике района, многочисленным скрытым от посторонних глаз проходам-трабулям, бойцы могут здесь быстро, скрытно и относительно безопасно перемещаться.
7 июля 2011 на своей 35-й сессии Комитет всемирного наследия ЮНЕСКО принял решение о включении исторической части Лиона, в том числе полностью склоны и значительную часть плато Круа-Русса, в список всемирного культурного наследия.

## Достопримечательности

### Большой булыжник
Большо́й булы́жник (фр. Le Gros Caillou) — своеобразный символ Круа-Русса. Огромный серо-белый кусок скальной породы, «доставленный» до Лиона от Альп во время последнего ледникового периода.

### Трабули
Трабу́ли (фр. traboules) — пешеходные проходы сквозь квартал, позволяющий попасть с одной улицы на другую или из одного здания в другое. Склоны Круа-Русса — один из трёх кварталов Лиона, где есть трабули. Именно здесь находится одна из наиболее известных трабулей Кур де Ворас, представляющая собой открытую 6-пролётную лестничную галерею и Пассаж Тиаффе (фр. Passage Thiaffait), перестроенный сейчас в модный кластер города.

### Амфитеатр трёх Галлий
Амфитеа́тр Трёх Га́ллий (фр. Amphithéâtre des Trois Gaules) — амфитеатр римского периода, построенный около 19 года нашей эры и служивший для народных собраний и праздников, способный вместить 20 тысяч человек.

### Площадь Круа-Русс
Пло́щадь Круа́-Русс (фр. Place de la Croix-Rousse) — главная площадь района, где проходят все массовые праздники и политические события. В центре площади находится памятник Жозефу-Мари Жаккару, изобретателю ткацкого станка для узорчатых тканей, вызвавшего промышленный бум XIX века на Круа-Руссе.

### Бульвар Круа-Русс
Бульва́р Круа́-Русс (фр. Boulevard de la Croix-Rousse) — одна из главных транспортных артерий Круа-Русса. Красивый бульвар построен на месте снесённой крепостной стены в 1865 — 1868 годах. В наше время представляет собой границу между 1-м и 4-м округами Лиона.

### Дом Брюне́
Дом Брюне́ (дом с 365 окнами) (фр. Maison Brunet (Maison aux 365 fenêtres)) — построенный в 1824 — 1826 годах огромный по тем временам, занимающий целый квартал, дом. В нём 365 окон (по числу дней в году), 52 квартиры (по числу недель), 7 этажей (по числу дней в неделе) и 4 подъезда (по числу времён года). Это типичный дом для ткачей того времени — с высокими потолками (чтобы мог уместиться жаккардовый ткацкий станок) и окнами (чтобы пропускать больше света для удлинения рабочего времени).

### Сад Роза Мир
Сад Роза́ Мир (фр. Jardin Rosa Mir) — расположенный во внутреннем дворе здания по Большой улице Круа-Русс (фр. Grande Rue de la Croix-Rousse), этот «секретный сад» на протяжении нескольких десятилетий создавался энтузиастом по имени Жюль Сени (фр. Jules Senis).

### Стена ткачей
Стена́ ткаче́й (фр. Le mur des canuts) — уличная фреска общей площадью 1200 м2 была создана в 1987 году и является самой большой в Европе. На глухом торце жилого дома «появилась» ведущая наверх лестница, входы в магазины, окна жилых домов и жанровые сценки, характерные для этого района Круа-Русса.

### Церкви
- Церковь святого Бруно Шартрё (фр. Église Saint-Bruno des Chartreux) — барочная церковь 1590 года.
- Церковь Доброго пастыря (фр. Église du Bon Pasteur) — 1883 года.
- Церковь Святого Поликарпа (фр. Église Saint-Polycarpe) — 1665—1670 годов[25].
- Церковь Святого Бернарда (фр. Église Saint-Bernard) — 1857 —1866
- Часовня Святейшего Сердца Шартрё (фр. Chapelle du Sacré-Cœur des Chartreux)
- Церковь Святого Августина (фр. Église Saint-Augustin) — церковь в римско-византийском стиле 1910 — 1912 годов.
- Церковь Святого Дионисия(фр. Église Saint-Denis)
- Церковь Святой Елизаветы (фр. Église Sainte-Élisabeth)[26]

## Транспорт
Линия C лионского метрополитена: станции Круа-Паке, Круа-Русс и Энон.